# Vzletová a přistávací dráha

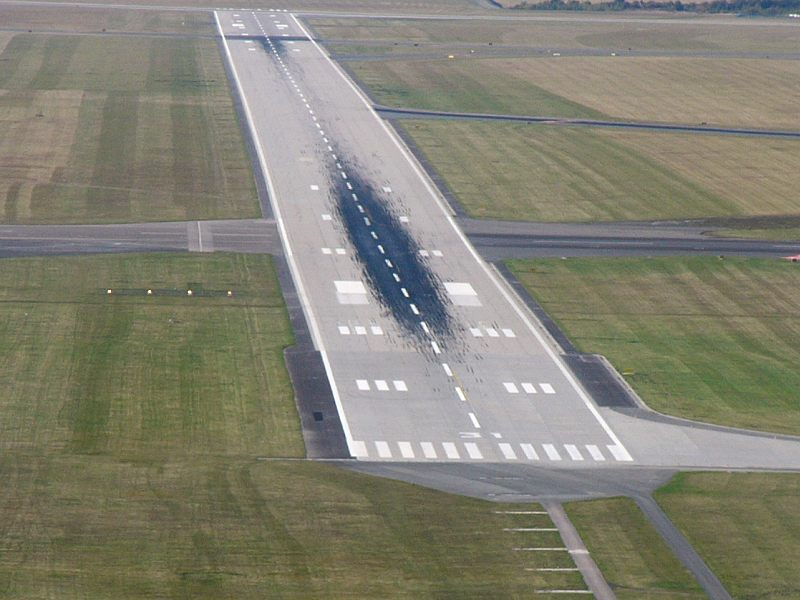
Vzletová a přistávací dráha 30 letiště Praha-Ruzyně

Vzletová a přistávací dráha (zkratka VPD; anglicky a často také runway, příp. ranvej, zkracováno RWY) je plocha sloužící ke vzletům a přistáním letadel na letištích. Dráha může být zpevněná (beton, asfalt, asfaltobeton apod.), případně nezpevněná (nejčastěji travnatá).

## Pojmenování drah
Dráhy se pojmenovávají číselným označením, které udává směr dráhy. Toto číslo je rovno magnetickému směru dráhy zaokrouhlenému na nejbližších deset stupňů a poté vydělenému deseti. Například dráha s označením „24“ má směr přibližně 240°, tzn. zhruba jihozápadně, dráha „36“ má směr 360°, tzn. na sever. Jelikož dráhu je možno využít dvěma směry, má také dvojí označení, které se číselně liší o 18 (= 180°). Dráha „24“ tak v opačném směru nese označení „06“ (úvodní nula se používá pro prevenci přeslechů v radiokomunikaci), dráha jako celek se pak může označovat např. „06/24“.
Pokud je na letišti více rovnoběžných (nebo téměř rovnoběžných) drah, rozlišují se přidaným písmenem L (levá, left), R (pravá, right), případně C (prostřední, center). Například dráha 24L pak má v opačném směru označení 06R. V případě, že má letiště ještě více než tři takové dráhy, použije se další číslo (a číslo pak přesně neodpovídá magnetickému směru dráhy). Například na Losangeleském mezinárodním letišti existují čtyři rovnoběžné dráhy, značené 6L, 6R, 7L, 7R (a v opačném směru 24R, 24L, 25R, 25L), přestože mají naprosto shodný směr (069,1°/249,1°). Podobně na tuřanském letišti je hlavní betonová dráha označena RWY 09/27, zatímco sousední rovnoběžný travnatý pás bývá označován jako RWY 08/26.

Dráha 22

Vzhledem k fluktuaci zemského severního magnetického pólu dochází občas k přeznačování drah; Například dnešní ruzyňská RWY 06/24 nesla dříve označení 07/25.

## Volba používané dráhy

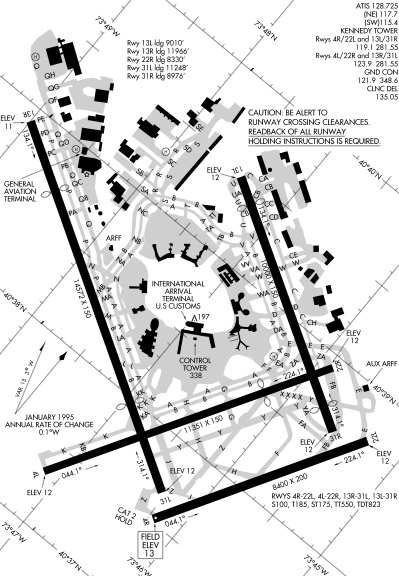
Mapa letiště Johna F. Kennedyho se čtyřmi VPD

Jako dráha v používání se označuje ta vzletová a přistávací dráha, na které jsou v danou dobu prováděny vzlety a přistání. Jelikož se často některé dráhy křižují, není možné současně používat všechny dráhy, kterými je letiště vybaveno (a i pokud se některé dráhy nekřižují, mohla by si navzájem překážet letadla, která se právě přibližují na přistání, případně odlétají). Základním kritériem, podle kterého se vybírá dráha, která se bude používat, je vítr. Vzlety i přistání je totiž nejvhodnější provádět proti větru; vítr z boku či do zad je nežádoucí. (Důvodem je, že pro udržení se ve vzduchu se letoun musí pohybovat určitou minimální rychlostí vůči okolnímu vzduchu, tzn. pokud se tento vzduch pohybuje ve stejném směru jako letoun, je výsledná rychlost vůči zemi o to vyšší, takže při vzletu musí letoun před odlepením od země tuto vyšší rychlost vyvinout, případně z ní při přistávání zabrzdit. Naopak při protivětru je potřebná rychlost vůči zemi o rychlost větru nižší.)
Kromě tohoto kritéria se používají i další (používaná zvláště za bezvětří či jen mírného větru), např. kvůli omezení hluku se volí dráha, u které nemusí odlétající a přistávající letadla přelétat nad obydlenými oblastmi (to je časté kritérium zvláště v nočních hodinách), případně se mohou zvažovat argumenty pro co nejjednodušší a nejrychlejší odbavení co nejvyššího počtu letadel s ohledem na převažující směr dopravy či navazující letové trasy (tento argument se zase nejčastěji aplikuje v době dopravní špičky).

## Rozměry
Na malých letištích pro všeobecné letectví se používají malé (zpravidla nezpevněné) dráhy s délkou několika set m, nejmenší zhruba 250×8 m. Velká letiště pak používají zpevněné dráhy o šířce typicky 45, 60 nebo 80 m a délce v rozsahu zhruba 2–5 km. Velké letouny (např. Boeing 747, 767 či 777, McDonnell Douglas DC-10 či MD-11, Airbus A340 či A380 apod.) vyžadují dráhu zhruba 2400 m (minimum za příznivých podmínek při hladině moře, ve vyšší nadmořské výšce či za zhoršených podmínek více).
Nejdelší dráhu na světě, s délkou 5 000 m, má letiště v Žikace (29°21′ s. š., 89°19′ v. d.) v Tibetské AO ČLR. Ještě výrazně delší jsou pak specializované dráhy mimo běžná letiště, např. nezpevněná dráha 18/36 vyznačená na dně solné pláně na Edwardsově letecké základně v USA má délku cca 12 km. Nejdelší dráhou pražského ruzyňského letiště je dráha 06/24 s rozměry 3715×45 m.
Pro případ nehody jsou u velkých letišť zpravidla vyžadovány bezpečnostní zóny za okraji vzletových a přistávacích drah, někde se používá také speciální povrch pomáhající v nouzi zastavit letadlo (tzv. EMAS, Engineered Materials Arrestor System).

## Vybavení, osvětlení a značení
Jelikož vzlet a přistání jsou nejrizikovějšími částmi letu, má vybavení vzletových a přistávacích drah zásadní důležitost pro bezpečnost. Runwaye jsou jednak vybaveny světelnými zařízeními, jednak různými radionavigačními pomůckami, přičemž obojí umožňuje létání v noci a za zhoršené viditelnosti. Šíře vybavení dráhy samozřejmě závisí na velikosti letiště, nejmenší letiště pro amatérské létání jsou často vybavena jen větrným rukávem.

### Radionavigační zařízení

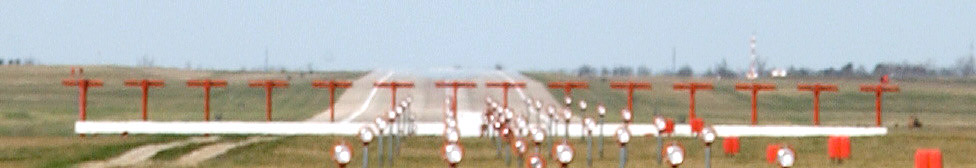
Vysílač směrového paprsku ILS a světelný systém ALS na americké letecké základně Whiteman

Různé druhy přístrojových a vizuálních přiblížení vyžadují různé radionavigační pomůcky. V dnešní době jsou alespoň hlavní dráhy na velkých letištích zpravidla vybaveny zařízením ILS, které umožňuje letadlu přesně sledovat ideální sestupovou dráhu i při minimální viditelnosti. Vysílače tohoto systému jsou umístěny jednak poblíž dotykového bodu dráhy (vysílač sestupové roviny), jednak na opačném konci dráhy v její ose (vysílač směrového paprsku). Nezbytnou součástí systému je také zařízení DME, které měří vzdálenost letadla od prahu dráhy a vysílač je tedy umístěn u tohoto prahu. Dále k systému patří 2 - 3 radiomajáky umístěné v ose dráhy v určitých vzdálenostech před prahem (Outer marker (dříve nazývaná také dálná) typicky 4–8 nm, Middle marker (dříve nazývaná též bližná) 0,5–0,8 nm a Inner marker těsně před dráhou).

### Osvětlení

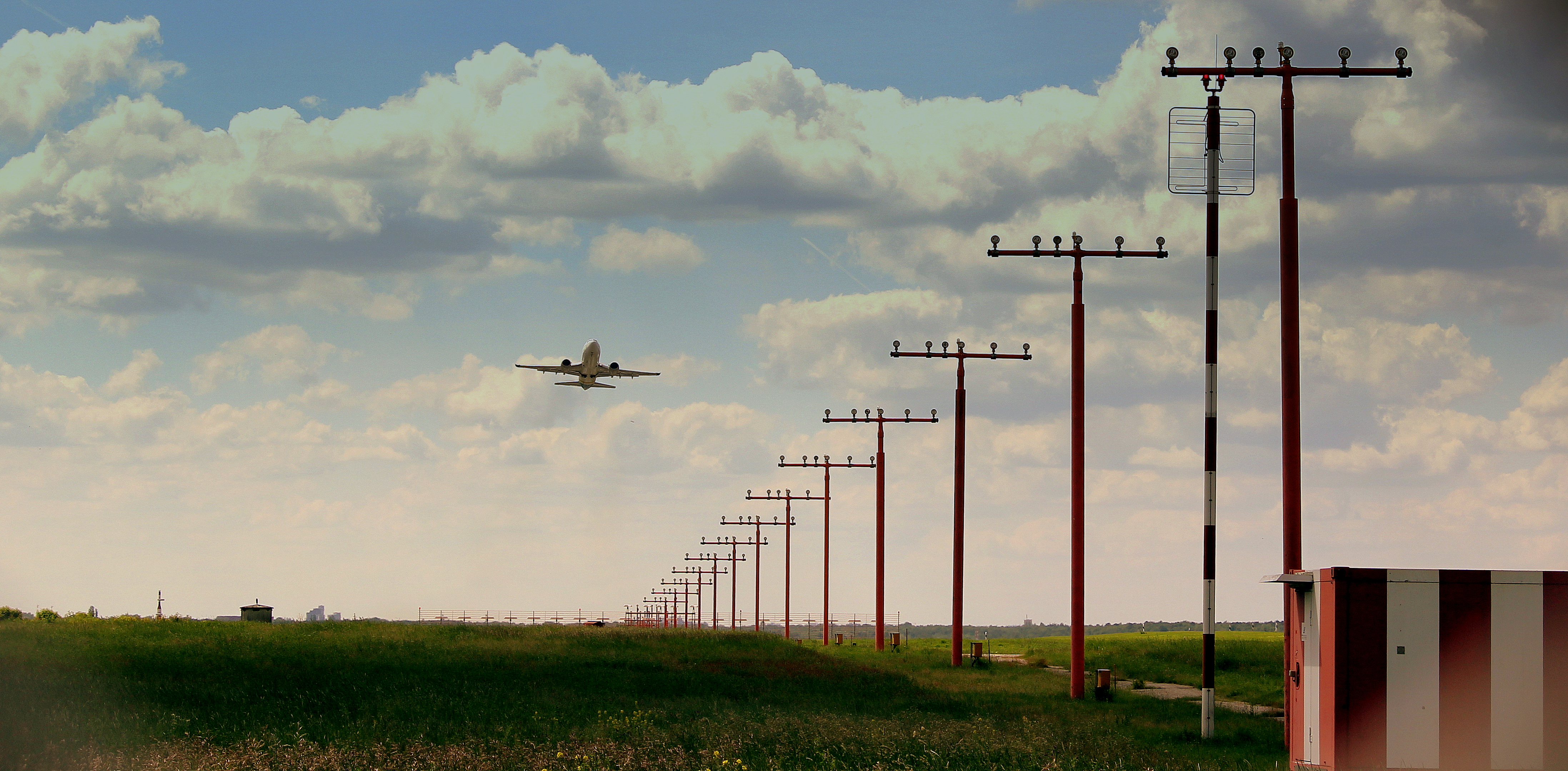
ALS

Součástí vybavení vzletových a přistávacích drah je také několik soustav osvětlení. Ještě před přistávací dráhou je v její ose umístěna řada světel, která přistávající letadla směrují k okraji dráhy. Tato soustava se označuje jako ALS (Approach Light System), sestává z řady trvale svítících a blikajících světel (často načasovaných tak, že blikající světla jakoby vedou letadlo k dráze) a vede od konce dráhy do vzdálenosti cca 900 m.
Přímo na dráze je pak umístěno mnoho světel, které ji zviditelňují – na stranách dráhy jsou pravidelně rozmístěna bílá světla (někdy se v posledních cca 600 m dráhy střídají se žlutými). Přímo na runwayi může být světelně vyznačena středová čára – po většinu dráhy bílými světly, k okraji se postupně začnou střídat s červenými, v posledních 300 m pak jen červenými. Odbočky na navazující pojezdové dráhy jsou značeny zeleno-žlutými světly. Existuje několik druhů osvětlení dráhy lišících se intenzitou světla, přičemž se používají zkratky HIRL, MIRL, LIRL pro high, medium, low intensity runway lighting („osvětlení dráhy s vysokou, střední, resp. nízkou intenzitou“).
Na některých letištích s menším provozem je osvětlení po většinu času vypnuto, přičemž si ho může pilot zapnout na dálku rádiem, tím, že na příslušné frekvenci několikrát zaklíčuje (stiskne tlačítko vysílačky) – někdy je také možno ovlivnit intenzitu osvětlení (troje zaklíčování během pěti sekund zapne osvětlení s nízkou intenzitou, patero, resp. sedmero zapne střední, resp. vysokou intenzitu). Schopnost tohoto osvětlení řízeného pilotem se označuje jako PCL (pilot controlled lighting).
Kromě osvětlení dráhy se používá také světelná signalizace pomáhající pilotovi udržet správnou sestupovou rovinu. Taková signalizační soustava sestává z několika světel vedle dráhy poblíž jejího začátku, která jsou natočena k přistávajícím letadlům. Dokud je letadlo na ideální sestupové rovině (zpravidla klesání pod úhlem 3°), vidí pilot např. dvě bílá a dvě červená světla. Pokud se letadlo blíží příliš nízko (pod sestupovou rovinou), jedno z bílých světel se změní na červené, pokud se dostane ještě níž, vidí červená všechna světla. Naopak pokud je letadlo nad sestupovou rovinou, vidí pilot více bílých než červených světel. Existuje několik různých standardů, které mají společný tento základní princip, ale liší se v detailech, jako např. počet a uspořádání světel. Mírně odlišný systém používá jediné světlo, které mění barvu (nad rovinou jantarová, na rovině zelená, pod rovinou červená), případně bliká. Všechny tyto pomůcky (označované zkratkami VASI či PAPI) mají jednoduchý základní princip: světla jsou vybavena optickou soustavou, která světlo rozděluje do dvou částí: horní část svítí bíle, dolní červeně. To znamená, že barevná kombinace, kterou pilot vidí, závisí na jeho relativní poloze vůči jednotlivým světlům a při jejich vhodném nastavení indikuje polohu vůči sestupové rovině.

Schematický diagram PAPI světel
1 = Rozdělení
2 = Zdroj světla
3 = Červený filtr
4 = Čočky
5 / 6 = Světelný paprsek bílý/červený

### Značení
Na vzletových a přistávacích drahách se používá značení podobné vodorovným dopravním značkám. Samotná dráha a na ní umístěné značení je prováděno v bílé barvě (na světlých, např. betonových, drahách je možno použít černé obrysy pro zvýraznění), navazující značení mimo vzletové a přistávací dráhy je vyvedeno žlutě.
Dráha je orámována plnou bílou čárou a její střed je vyznačen přerušovanou čárou. Práh dráhy je vyznačen podélnými pásy po celé její šířce (obdobné značení přechodu pro chodce na silnici), přičemž počet pruhů obvykle označuje šířku dráhy (4 pruhy pro 18 m dráhu, 6 pro 23 m, 8 pro 30 m, 12 pro 45 m, 16 pruhů pro 60 metrovou dráhu). Dále je na začátku dráhy její číselné označení (s případným rozlišujícím písmenem). V dotykové zóně jsou pravidelně po 150 m rozmístěné značky – nejprve tři pruhy na každé straně, poté dva a nakonec jeden. Místo, kde se přistávající letadla mají při ideálním přistání dotknout země, je vyznačeno jedním širokým bílým pruhem na každé straně dráhy.
Ještě před prahem dráhy může být část dráhy použitelná jen pro vzlety, nikoli pro přistání (přesněji řečeno pro přistání v tomto směru, po přistání v opačném směru ji využít lze). Taková část je vyznačena bílými šipkami v ose dráhy a práh (tzn. začátek dráhy použitelné pro přistání) je pak zdůrazněn širokým bílým pruhem a šipičkami po celé šířce.
Ještě před dráhou pak může být zpevněná plocha (např. dojezdová dráha, případně navazující pojezdová dráha), kterou nelze využívat pro vzlety ani přistání. Taková dráha je vyznačena žlutou barvou; pokud je to plocha, na které se letadla nemají vůbec pohybovat, je vyznačena širokými žlutými symboly ve tvaru V.